# 1661年當選的皇家學會會士列表
本列表為1661年當選的皇家学会名錄，為該學會第二屆的院士選拔

## 當選院士
- 伊萊亞斯·阿什莫爾 （1617-1692）
- John Gauden（英语：John Gauden） （1605-1662）
- Francis Glisson（英语：Francis Glisson） （1597-1677）
- Sir Robert Harley（英语：Robert Harley (died 1673)） （1626-1673）
- Mungo Murray （1599-1670）
- Thomas Pockley （?-1661）
- 乔治·维利尔斯，第二代白金汉公爵 （1628-1687）
- Richard White （1661-?）